# أوربة (إسبانيا)
بلدية أَوْرَبة (بالإسبانية: Orba، تنقحر إلى أُرْبَا)‏ هي بلدية تقع في مقاطعة لقنت. جنوب شرق إسبانيا. يبلغ عدد سكانها 2.361 نسمة.